# Центральна (станція)
Центра́льна — вантажна залізнична станція на лінії Нова (м. Покровськ) — Капітальна (шахта «Капітальна»). Розташована у місті Мирноград Донецької області. Відстань до станції Покровськ становить 7 км.

## Історія
Станція відкрита 1964 року. До кінця 1970-х років лінія Нова (Шахтна) — Капітальна обслуговувала станції шахт «Новатор» та «Родинська» № 12-біс.
Нині обслуговує ТОВ «Вуглепромтранс».